# Jabari Narcis
Jabari Akins Quami Peter Narcis (Chaguanas, 17 aprile 1997) è un cestista trinidadiano.